# Lobelia leucotos
Lobelia leucotos är en klockväxtart som beskrevs av Albr. Lobelia leucotos ingår i släktet lobelior, och familjen klockväxter.
Artens utbredningsområde är Queensland. Inga underarter finns listade i Catalogue of Life.